# 31823 Viète
31823 Viète este un asteroid din centura principală de asteroizi.

## Descriere
31823 Viète este un asteroid din centura principală de asteroizi. A fost descoperit pe 4 octombrie 1999 la Prescott (Arizona) de Paul G. Comba. Asteroidul prezintă o orbită caracterizată de o semiaxă mare de 2,74 ua, o excentricitate de 0,36 și o înclinație de 24,2° în raport cu ecliptica.